# Procopie din Ustiug
Procopie din Ustiug (în rusă Прокопий Любекский, în germană Prokopius von Ustjug und Lübeck) (?), Lübeck (?) — 8 iulie 1303, Velikii Ustiug) a fost un făcător de minuni (nebun întru Hristos), sfânt al Bisericii Ortodoxe Ruse.
A trecut de la catolicism la ortodoxie. Înainte de aceasta a fost un negustor hanseatic din Lübeck dintr-o familie nobiliară prusacă.

## Biografie
Numele, prenumele, data și locul nașterii nu sunt cunoscute exact, el numindu-se potrivit unor surse Jacob Potharst. În povestea vieții sale se spune că ar fi provenit dintr-o familie nobiliară de negustori din Lübeck.
După moartea tatălui său într-una din luptele prusacilor cu germanii, Procopie a fost nevoit să părăsească Prusia de Est. El și-a încărcat averea pe o corabie și a călătorit la Veliki Novgorod. În acea vreme calea maritimă Lübeck-Novgorod era traseul obișnuit al comercianților hanseatici. În Novgorod se afla sucursala rusă a companiei hanseatice „Peterhof”.
Ajungând în jurul anului 1243 cu navele de mărfuri la Veliki Novgorod, el a fost uimit de multitudinea și frumusețea bisericilor și mănăstirilor, de sunetul armonios al clopotelor, de evlavia și participarea populației la serviciile bisericii — ceva ce el nu a întâlnit niciodată la credincioșii supuși autorității Sfântului Scaun.

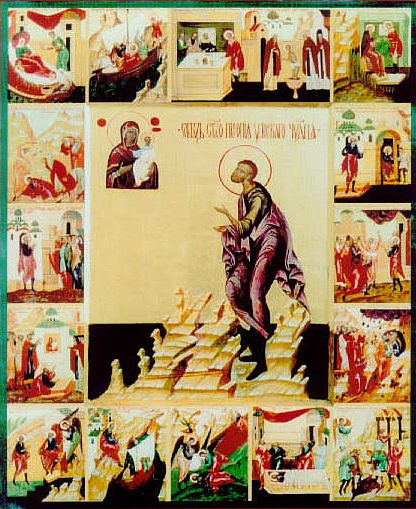
Icoana dreptului Procopie cu scene din viața sa (1669, Veliki Ustiug, Muzeul local de Istorie)

După ce tânărul a vizitat Biserica Sf. Sofia din Veliki Novgorod și alte biserici și mănăstiri ruse, unde a observat frumusețea și solemnitatea ritualurilor Bisericii Ortodoxe, a ascultat corul cântând, el a decis să se convertească la Ortodoxie. Dorind să imite faptelor călugări, el a dăruit săracilor din oraș toate bunurile moștenite de la tatăl său; bunurile sale le-a donat-o mănăstirii Varlaamo-Hutinski (fondată în 1192, cu puțin timp mai înainte).
Aici mentorul său a fost starețul Varlaam Prokșinici, care îl imita pe fondatorul mănăstirii Varlaam din Hutin (d. 1192 ).
După ce Procopie a început să fie cinstit de novgorodieni pentru viața sa dreaptă, el a început să devină nebun întru Hristos:
„Rătăcea ziua, umbla noaptea fără somn și se ruga fără încetare lui Dumnezeu" (Viața sfântului Procopie, p. 16).”
Mai târziu, el a plecat din Novgorod, unde era lăudat pentru lipsa lui de ambiție, la Veliki Ustiug, unde a locuit în pridvorul bisericii cu hramul Adormirea Maicii Domnului.
A trăit din pomană și umbla îmbrăcat în haine rufoase. Dormea, de obicei, pe un teren umed, pe un morman de gunoi sau chiar pe pietre. Consolarea sa a fost convertirea la ortodoxie a cuplului alcătuit din Ioan Buga (perceptor) și din soția lui, Maria, precum și prietenia Fericitului Ciprian, fondatorul mănăstirii din Ustiug în cinstea Sf. Mihail.

## Minunea sfântului Procopie

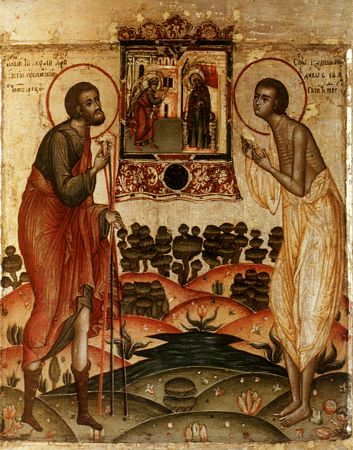
Rugăciunea Sf. Procopie și Ioan din Ustiug în fața icoanei Bunei Vestiri

În anul 1290 Procopie a prevăzut un dezastru — o furtună puternică cu tunete, incendii de pădure și tornade cu o mare putere distructivă, rezultatul căderii unui meteorit la 20 de verste (aprox. 20 km) de Veliki Ustiug. Cu o săptămână înainte de căderea meteoritului Procopie a început să meargă prin oraș, îndemnându-i cu lacrimi în ochi pe locuitorii din Veliki Ustiug să se pocăiască și să se roage pentru ca Dumnezeu să salveze orașul de soarta Sodomei și Gomorei. În timpul acelei săptămâni, el i-a avertizat pe locuitori cu privire la iminenta judecată a lui Dumnezeu, dar nimeni nu l-a crezut. Când a izbucnit furtuna, pe 25 iunie 1290, locuitorii s-au refugiat în grabă în cea mai sigură și mai întărită clădire din oraș — biserica, unde l-au găsit pe Procopie rugându-se pentru ei și pentru salvarea orașului.
Tradiția bisericii consideră că Procopie s-a rugat în fața vechii icoane a Bunei Vestiri, mutată în 1567 de la Ustiug la Moscova și așezată în Catedrala Adormirii Maicii Domnului din Kremlin, unde a rămas până la închiderea catedralei. În cinstea acestei icoane, numite „Icoana „Buna Vestire” din Ustiug”, Biserica Ortodoxă Rusă a stabilit celebrarea pe 8 iulie (după calendarul iulian) s-a stabilit sărbătoarea Cinstirea Icoanei Bunei Vestiri din Ustiug. Cu toate acestea, sursele istorice nu confirmă prezența acestei icoane în Ustiug.

## Memoria sfântului
Procopie a trăit ca nebun întru Hristos timp de 60 de ani. După moartea lui, el a fost considerat printre sfinții Bisericii Ortodoxe. Această evlavie populară a fost recunoscută de Biserica Ortodoxă Rusă care l-a canonizat în anul 1547, stabilindu-i ca zi de prăznuire data de 8 iulie (după calendarul iulian).
Procopie din Ustiug a devenit din punct de vedere istoric primul sfânt nebun întru Hristos care a fost slăvit de Biserica Ortodoxă Rusă. „Viața Sfântului Procopie” a fost scrisă în secolul al XVI-lea, adică la mult timp după moartea sfântului, de fiul lui Dionisie, egumenul mănăstirii Solvîcegorodsk. Potrivit remarcii istoricului Vasili Kliucevski, lucrarea este, din păcate, „prost scrisă, compusă din povești episodice separate, care au foarte puține calități literare”. Potrivit textului „Viața Sfântului Procopie” pot fi identificate sursele din care a fost întocmit:

„Am scris despre viața și minunile sale din legendele bisericești perpetuate timp de mulți ani”.

În cinstea sfântului a fost numit orașul Prokopievsk.